# Anna Ivanivna Ivanova
Anna Ivanivna Ivanova (en ukrainien : Анна Іванівна Іванова ; en russe : Анна Ивановна Иванова, Anna Ivanovna Ivanova), surnommée la « Babouchka Z » (en russe : бабушка Z, litt. « grand-mère Z ») en Russie, est une retraitée ukrainienne née en 1952 (72-73 ans) connue pour avoir pris des soldats ukrainiens pour des Russes lors de l'invasion de l'Ukraine par la Russie en 2022 et les avoir accueillis avec un drapeau de l'URSS. Elle devient un symbole de la propagande dans la guerre russo-ukrainienne après qu'une vidéo de l'incident a été utilisée par la propagande prorusse comme symbole d'une nostalgie de l'Union soviétique ukrainienne allégué et du soutien à l'invasion russe parmi les Ukrainiens.
Après une large utilisation prorusse de son image, Ivanova a été identifiée et interviewée par des journalistes, leur disant que son image avait été abusée et ses intentions déformées : bien qu'elle ait prié pour la paix entre les Ukrainiens et les Russes, elle s'est opposée à l'invasion russe de Vladimir Poutine. Elle est devenue idéalisée du côté russe en tant que « babouchka Z » (en russe : бабушка Z, litt. « grand-mère Z »), en combinaison avec la lettre Z, symbole pro-guerre de la Russie en 2022.

## Biographie
Les parents d'Ivanova étaient ukrainiens et l'ukrainien est sa langue maternelle. Elle a appris la langue russe de son deuxième mari, un Russe venu de Belgorod. Ivanova parle sourjyk et utilise un mélange de mots ukrainiens et russes. Ivanova vit avec son deuxième mari, Ivan Alekseevich, depuis 1979. Au moment de l'indépendance de l'Ukraine, Ivanova a déménagé à Dvoritchna et a travaillé dans un élévateur à grains.
Ivanova a eu quatre enfants, deux fils et une fille de son premier mari, et une autre fille avec son deuxième mari. Tous ses enfants sont morts. Au cours de sa vie, Ivanova a également pris soin de divers parents à leur mort, dont sa propre mère et ses deux frères, décédés à la suite de la catastrophe nucléaire de Tchernobyl. Après être retournés à Dvoritchna pour s'occuper d'une femme âgée paralysée, Ivanova et son mari ont emménagé dans l'ancienne maison de ses parents à Velyka Danylivka (Велика Данилівка (uk)), ou en russe: Bolchaya Danilovka (Большая Даниловка (ru)). Ivanova a visité Moscou une fois, se souvenant des églises et du mausolée. Le mari d'Ivanova souffre de divers maux et est très sourd,. Ils vivent sur une petite propriété rurale de 25 sotkas (ru). La maison est en bordure du village, à proximité du village voisin de Tsyrkuny,. Formellement, Velyka Danylivka est une banlieue de Kharkiv; en fait, l'endroit est un village. Les résidents parlent de « aller en ville » lorsqu'ils visitent Kharkiv urbain,.

## Incident du drapeau rouge

### Avant la vidéo

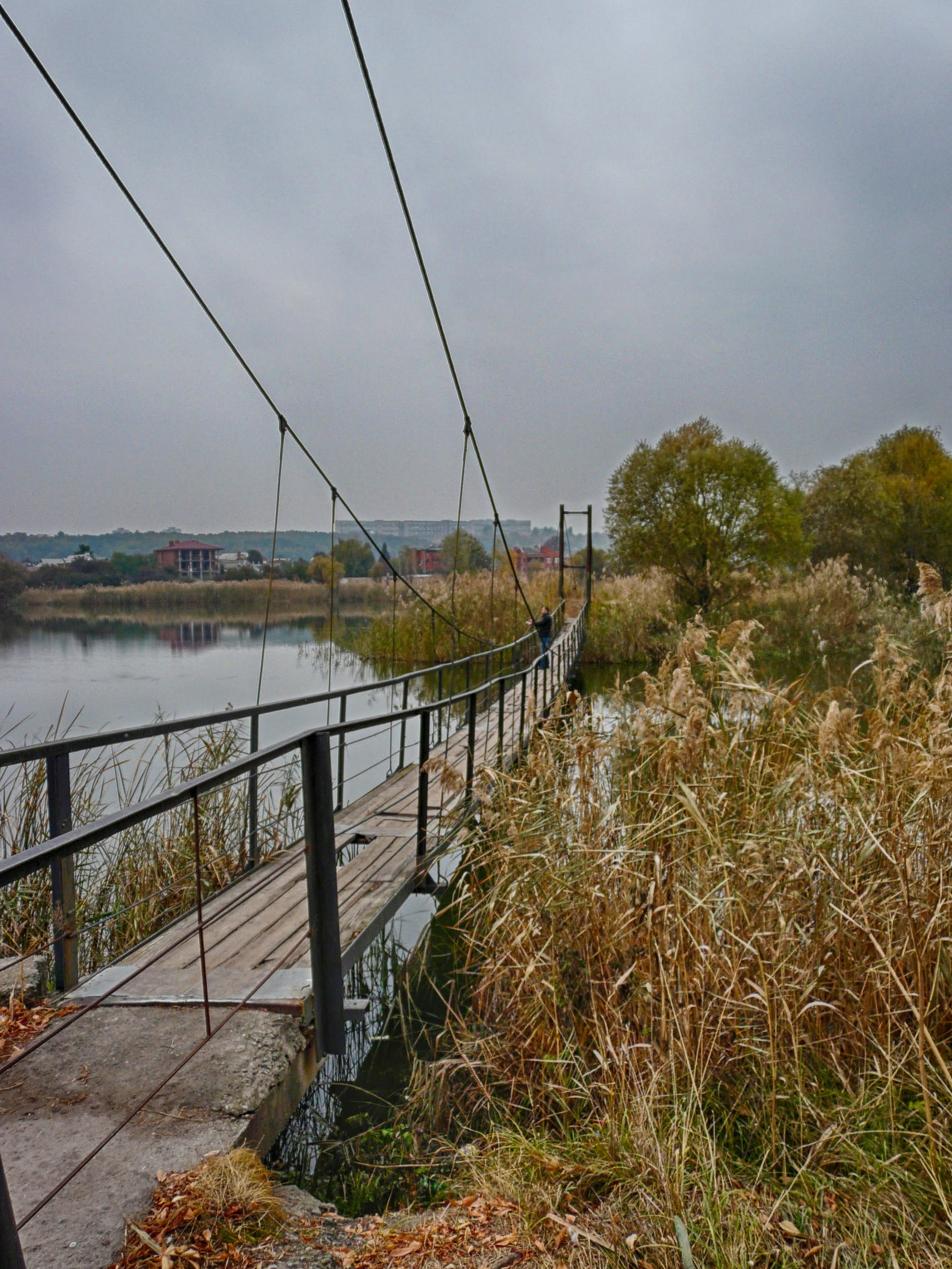
L'un des ponts traversant la rivière Kharkiv dans le village Velyka Danylivka.

Le 4 mars 2022, des soldats ukrainiens commandés par le premier lieutenant (старший лейтенант (uk)) Viktor Kostenko (Віктор Костенко) ont rencontré Ivanova,. Les soldats ukrainiens étaient arrivés pour la première fois dans la région deux ou trois jours auparavant,. À leur arrivée, la plupart des maisons ont été endommagées et abandonnées, et quelques habitants restants ont été évacués vers des zones plus sûres de Kharkiv avec l'aide de l'armée,.
Selon Kostenko, le 4 mars, les soldats se sont enquis d'Ivanova, lui demandant si elle avait assez de nourriture. Ivanova était confuse et, pensant que les militaires ukrainiens étaient du personnel russe, leur a dit qu'elle était fatiguée de la guerre et qu'elle attendait des soldats russes. Elle leur a dit qu'elle avait un drapeau russe à leur montrer. Surpris, les soldats lui ont demandé d'apporter le drapeau. Le lieutenant a donné son téléphone mobile à son sergent pour filmer les événements qui ont suivi, produisant la vidéo qui est ensuite devenue virale,.
Ivanova a donné diverses explications sur ses actions, déclarant au service russe de la BBC le 12 mai 2022 que « je ne sais pas ce qui se passait dans ma tête »,,. Elle a dit qu'elle avait entendu les soldats parler la langue russe et qu'elle avait supposé qu'ils appartenaient aux forces armées de la fédération de Russie. Selon Ivanova, elle croyait que les soldats pourraient contacter le président de la fédération de Russie, Vladimir Poutine, et elle exigerait alors une explication pour sa guerre contre des Ukrainiens non armés. Elle pourrait peut-être le convaincre de mettre fin à la guerre. Elle a également déclaré à la BBC que le drapeau rouge n'était pas pour elle un symbole politique représentant soit la fédération de Russie, soit l'Union soviétique, mais « la bannière de l'amour et du bonheur dans chaque famille, dans chaque ville, dans chaque république » et « Le blanc est la pureté du corps et de l'âme. Et le drapeau rouge signifie amour et victoire »,,.
|  |

Le drapeau de l'Union des républiques socialistes soviétiques arboré sur un mât porté par Ivanova dans la vidéo.

Selon le journaliste de Spektr Dmitri Durnev, Ivanova a compris que la faucille et le marteau étaient un symbole actuel de la Russie. Ivanova a dit qu'elle voulait saluer les soldats russes avec leur propre drapeau ; Lorsqu'on lui a directement demandé si elle pensait que le drapeau russe était rouge, elle a été surprise d'apprendre que le drapeau de la Russie était un drapeau tricolore blanc, bleu et rouge. Le journaliste de la BBC a également demandé ce que signifiaient le marteau, la faucille et l'étoile à cinq branches sur le drapeau rouge le 8 mai 2022. Selon elle : « Une faucille est du pain, le fer est forgé avec un marteau, pour différentes machines, de belles clôtures, et une étoile est la protection du ciel ».

### Vidéo
La vidéo montre trois soldats ukrainiens s'approchant d'Ivanova, lui offrant un sac de nourriture. Elle porte la bannière rouge de l'Union soviétique (avec le marteau, la faucille et l'étoile à cinq branches en jaune) et dit « Nous vous avons attendu, bien sûr, avons prié pour vous et pour Poutine, et pour tout le peuple ». Elle refuse de prendre la nourriture, affirmant que les soldats en ont davantage besoin. Kostenko, disant « Gloire à l'Ukraine », lui tend néanmoins le sac. Kostenko prend le drapeau rouge dans son autre main, le jette au sol et le piétine. Le vent rend d'autres parties de la conversation inintelligibles, mais Ivanova est clairement mécontente du traitement du drapeau. Dit-elle : « mes parents se sont battus pour ce drapeau » ou « mes parents sont morts pour ce drapeau ». Elle a rendu le sac. La vidéo se termine,.

### Après la vidéo
Ensuite, selon Kostenko, au milieu des canonnades continues, les soldats sont partis, laissant le drapeau et le sac de nourriture par terre. Ivanova a récupéré le drapeau; son mari a pris le sac de nourriture et les époux sont rentrés à l'intérieur. Le lendemain, les soldats sont retournés à la maison, apportant avec eux un autre colis de vivres. À Pâques, les soldats leur ont apporté du pască (la pâtisserie ukrainienne de Pâques),. Contrairement aux informations des médias russes, le drapeau n'a jamais été confisqué ou détruit; Ivanova a montré le même drapeau à la BBC chez elle en mai 2022,. Après avoir récupéré le drapeau pour les soldats, Ivanova ne se souvenait plus où il se trouvait auparavant : le drapeau était en possession de la famille depuis l'enfance. Après l'avoir stocké dans la grange, Ivanova a eu du mal à localiser le drapeau pour le correspondant de la BBC, le drapeau étant vieux et sale et la grange étant mal éclairée ; avant qu'il ne soit retrouvé, elle s'est brièvement inquiétée de savoir si le drapeau avait depuis été volé ou détruit,.
Bien que la vidéo ait été tournée sur le téléphone mobile de Kostenko, il n'avait pas l'intention de la distribuer, bien qu'elle ait été diffusée sur les réseaux sociaux des soldats sur WhatsApp et Telegram. La BBC n'a pas été en mesure de savoir avec précision comment la vidéo est devenue publique, mais selon la BBC, la vidéo a probablement été diffusée pour la première fois par la partie ukrainienne, dans l'espoir de montrer l'acheminement de l'aide humanitaire indépendamment de la politique,.

### Deuxième vidéo
Le 3 mai, une autre vidéo montrant Ivanova est apparue sur Telegram. Dans la vidéo, des soldats ukrainiens tentent de la persuader d'évacuer, mais elle refuse, insistant sur le fait qu'elle doit rester pour s'occuper des animaux domestiques. On voit son mari remercier les soldats ukrainiens.

### Commémoration

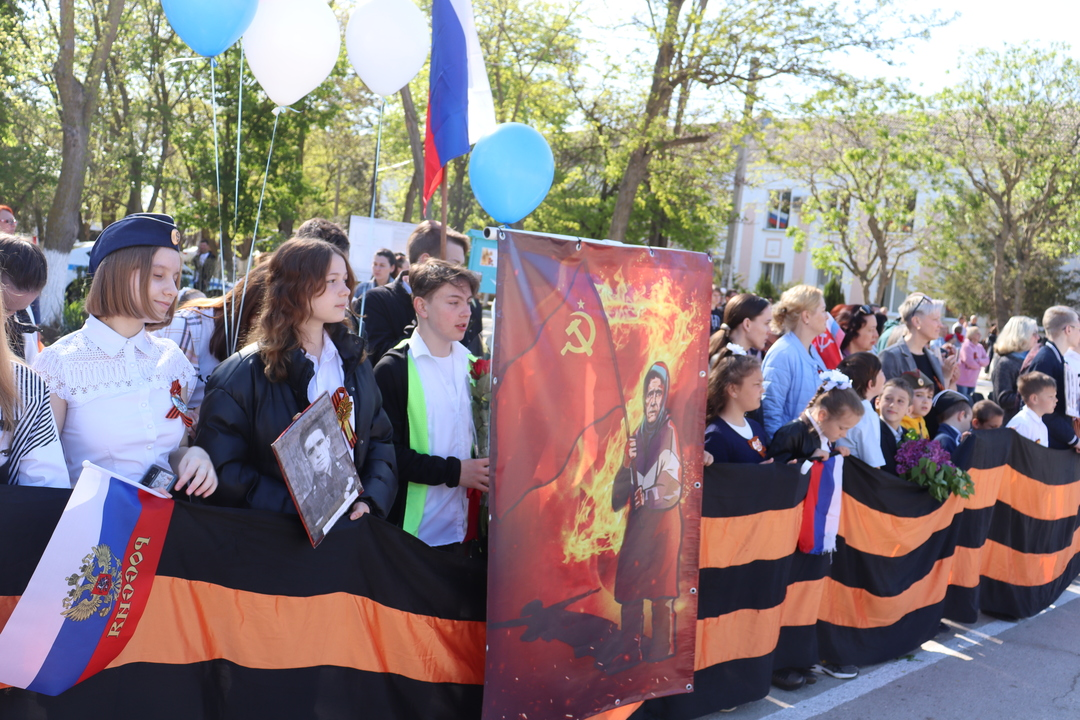
Babouchka Z comme symbole commémoratif aux côtés du tricolore russe, du drapeau soviétique et du ruban de Saint-Georges. Le Jour de la Victoire dans le raïon de Saky, en Crimée.

Le 4 mai, durant la bataille de Marioupol, une statue en plastique de la « babouchka Anya » a été érigée à Marioupol, avec le drapeau soviétique et la garde d'honneur des filles en uniforme. Sergueï Kirienko, directeur adjoint de l'administration présidentielle de Russie, a dévoilé la statue. Le membre de la sénateur Andreï Tourtchak (membre de la Conseil de la fédération de Russie et chef du parti Russie unie) était également présent, ainsi que le membre de la Douma d'État Dmitri Sabline (ru). Ils ont rejoint Denis Pouchiline et Konstantin Ivashchenko (en), le président de la république populaire de Donetsk prorusse et son maire marioupolitain collaborationniste. France 24 et la British Broadcasting Corporation affirment toutes deux que son apparition dans la vidéo est pour les Russes rappelant la célèbre affiche de Mère Russie Rodina-mat' zovet! de l'époque de l'invasion allemande de l'Union soviétique pendant la Seconde Guerre mondiale, ainsi que le monument du même sujet à Volgograd, la Statue de la Mère-Patrie,,,.

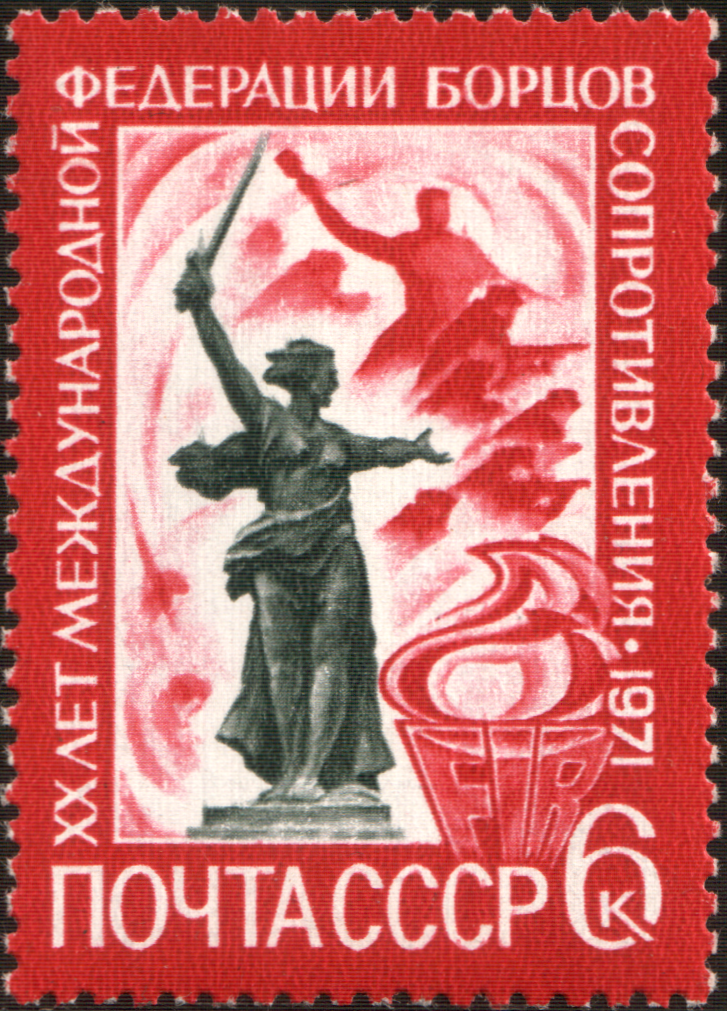
Timbre-poste soviétique de 1971 commémorant la bataille de Stalingrad et l'anniversaire de la, déployant l'image de la Statue de la Mère-Patrie à Stalingrad. L'imagerie de babouchka Z dans la propagande russe rappelle ces thèmes.

À la mi-mai, les médias russes ont commencé à se lasser de « Babouchka Z », commençant plutôt à vanter les vertus de Lyocha Pavlitchenko (Лёша Павличенко), un garçon patriotique de l'oblast de Belgorod, qui salue quotidiennement les chars russes et qui rêve de s'enrôler dans l'armée russe. L'imagerie pro-guerre russe a commencé à représenter « Lyocha » aux côtés de « Babouchka Z ».

### Évacuation
À la suite d'un tir d'artillerie, les fenêtres de la maison du couple ont été fracassées, le toit a été endommagé et une partie de la clôture a été démolie. Les soldats ukrainiens ont insisté pour que le couple évacue. Leur maison n'avait pas de sous-sol ou d'autre abri anti-bombes. Ivanova et son mari ont passé la nuit suivante dans leur église locale, mais en raison de l'aggravation de son état de santé et sur l'insistance du prêtre, le couple a été évacué vers l'hôpital no 8 de Kharkiv avec l'aide de bénévoles,,. Selon l'Agence ukrainienne d'information indépendante (UNIAN), l'aide militaire est venue du 22e bataillon séparé d'infanterie motorisé « Kharkiv », subordonné à la 92e brigade mécanisée.

### Investigation
Dmitri Galko, journaliste au Centre pour les communications stratégiques et la sécurité de l'information (uk), une agence du ministère de la Culture et de l'Information de l'Ukraine, a identifié et localisé le couple avec l'aide de paroissiens locaux début mai 2022. Galko a filmé une vidéo du couple, disant qu'ils avaient été évacués après que des bombardements russes aient endommagé leur maison. Avant que cette vidéo ne soit publiée le 5 mai sur le compte Facebook du Centre pour les communications stratégiques, on ne savait presque rien de l'identité d'Ivanova,,,,,.
Lorsqu'elle a été montrée par des journalistes de la BBC diverses images de propagande prorusse employant son image, Ivanova s'est particulièrement opposée à une image d'elle piétinant un drapeau ukrainien, déclarant son amour pour les couleurs nationales de l'Ukraine et le drapeau de l'Ukraine. Elle a demandé à conserver une copie de l'une des images, une peinture montrant le couple ensemble. Elle a exprimé son admiration pour la qualité de la peinture. Elle a professé sa surprise face à son apparence âgée dans les images de propagande ; selon la BBC, de nombreuses représentations montrent une femme centenaire, assez âgée pour avoir vécu pendant la Première Guerre mondiale,.
« Je ne peux pas y aller - parce qu'ils nous ont bombardés sans armes. Voici le village. Et il n'y avait plus personne, et ils ont tous bombardé. Je ne peux pas aller en Russie maintenant. C'est toujours une douleur pour l'Ukraine. Ukraine - chère mère » ,,.